# Victor Lebrun ?
 (août 2020).
Pour plus de détails, voir Fiche technique et Distribution.
Victor Lebrun ? est un court métrage humoristique français en noir et blanc pré-acheté et diffusé sur OCS en 2015. Réalisé par Patrice Soufflard, il met en scène le duo comique Garnier et Sentou qui ont aussi participé à l'écriture du film,,,.

## Fiche technique
- Titre original : Victor Lebrun ?
- Réalisation : Patrice Soufflard
- Scénario : Patrice Soufflard, Cyril Garnier et Guillaume Sentou
- Musique : Fabien Martin
- Photo : Christopher Davis
- Costume : Chantal Glasman et Marie-Noëlle Van Meerbeeck
- Son : Tristan de Carbon, Patrick Imbert, Julien Loron et Mister Yellow
- Montage : Sylvie Lhomme
- Producteur : Christine Gallizia[5]
- Format : 1.78:1
- Pays d’origine :  France
- Langue : français
- Genre : comédie
- Durée : 19 minutes
- Dates de sortie : le 11 mai 2015 sur OCS

## Distribution
- Cyril Garnier : Le hacker
- Guillaume Sentou : Frédéric Coton
- Pascal Parmentier : Le chauffeur
- Eléa Clair : Room service
- Arnaud Maillard : Le voyageur